# Hendrik Waelput
Hendrik Waelput   (Gant, 26 d'octubre de 1845 - 8 de juliol de 1885) Philippe Henri Pierre Jean-Baptiste, va ser un compositor i director d'orquestra belga. Va publicar les seves primeres obres sota el pseudònim de H. Lübner.

## Biografia
Era fill de Marina Catharina Adelaide Lebrun i del sastre Philippus Jacobus Waelput. Karel Miry va ser el seu primer professor de música al "St. Barbara College de Gant". Després va començar a estudiar literatura i filosofia a la Universitat de Gant. Més o menys a la mateixa època va estudiar harmonia amb François-Joseph Fétis i orquestració amb Charles Hanssens Jr. al Conservatori reial de Brussel·les. El 1866 va guanyar un premi de composició. Tot i que va escriure les seves primeres obres sobre textos francesos, més tard es va convertir en un ardent seguidor de Peter Benoit. El 1867 va guanyar el Prix de Rome per la seva cantata El bosc.
Waelput va ser cofundador i director del Teatre Reial Flamenc de Brussel·les (1866-1867). Després d'una breu estada a Alemanya, va ser professor de composició i director del Conservatori Municipal de Música de Bruges de 1869 a 1871.
Va organitzar una sèrie de concerts folk a Bruges i també va ser director dels Concerts populars i de la "Musique Classique" de Brussel·les. Ja el juliol de 1871 va presentar la seva dimissió després d'un conflicte amb l'ajuntament de Bruges. Igual que Karel Miry, el 1871 no va ser nomenat director del Conservatori Reial de Gant a causa de les seves conviccions flamenques. Després va deixar el país i va estar actiu durant diversos anys a La Haia, Cherbourg, Boulogne-sur-Mer, Dijon, Douai, Issoudun, Fécamp i Lille, entre d'altres. Després del seu retorn a Bèlgica va ser director de l'orquestra de la "Grote Schouwburg" de Gant (1875-1878 i 1882-1885) i també director del "Théâtre Royal" d'Anvers (1879-1880). El 1879 esdevingué professor d'harmonia, contrapunt i fuga al Conservatori Reial Flamenc d'Anvers.
Hendrik Waelput és considerat un dels representants de l'escola flamenca; A més, gràcies a Edward Blaes, també se l'anomena "Schubert flamenc". Com a compositor va escriure dins de diferents gèneres.

## Composicions
Obres per a orquestra
- 1865 Concerto symphonique, per a flauta i orquestra
- 1870 Eerste Symfonie in d
- 1875 Tweede Symfonie en mi bemoll major
- 1875 Derde Symfonie in b
- 1875 Vierde Symfonie "Nationale", en do major
- 1881 Hulde aan Conscience
- Agneessens, obertura
- Feestouverture
- Ouverture de Concert per a petita orquestra en do
- Kwartentanz
- Serenade, per a flauta i orquestra
- Suite
- Romance per a trompa i orquestra
- Marche des Geux (Homenatge als Captaires), Marxa Festiva
- Vijfde symfonie (inacabat; només hi ha una part cantabile)

## Cantates i música sacra
- 1867 Het woud, cantata - text: Karel Versnaeyen, 1r. Prix de Rome
- 1867 De Wind, cantata - text: Emmanuel Hiel
- 1871 Cantata Memlinc per a la descoberta de l'estàtua del famós pintor Hans Memling (1430?-1494) a Bruges
- 1872 Cantata De Zegen der Wapens - text: Eugene van Oye
- 1876 De Pacificatie van Gent, cantata per a cor mixt i orquestra (composta amb motiu de les festivitats de Gant el 1876 per commemorar el 300è aniversari del tractat de pau entre les regions d'Holanda i Zelanda, Willem van Orange i els seus aliats de la resta dels Països Baixos (1576)) - text: Emmanuel Hiel
- Stabat Mater

## Teatre musical

#### Opera's
| Completat a | títol                    | actes      | estrena                                          | llibret                            |
| ----------- | ------------------------ | ---------- | ------------------------------------------------ | ---------------------------------- |
| 1865        | La ferme du diable       |            | 1865, Gant                                       | Victor Wilder i Ernest Houdet      |
| 1868        | Berken de Diamantslijper | 4;empreses | 1868, Anvers (ciutat)                            | Karel Versnaeyen                   |
| 1881        | Stella                   |            | 14 de març 1881, Brussel·les, Vlaamse Schouwburg | Isidoor Teirlinck i Reimond Stijns |

## Música vocal
- 1872 Zes gedichten - text: Eugeen van Oye
- 1878 Minne- en wiegelied - text: Eugeen van Oye
- Afscheid
- Helpt nu uzelf (De Tiende Penning)
- In de duinen
- Jeugd en liefde
- Tabakslied
- Wilhelmus (segons la versió "De Schelde" de Peter Benoit)

## Música de cambra
- Andante Cantabile per a 4 violes
- Strijkkwintet

## Homenatge
- Hi ha un carrer Hendrik a Gant
- Hi ha un carrer Hendrik a Bruges